# 賀勝 (解放軍)
賀勝（？—），男，中国共产党党员，中华人民共和国軍事人物，中國人民解放軍大校。曾任西藏军区某旅旅长，现任拉薩警備區司令員、拉萨市委常委。